# Jefferson (Carolina del Sud)
Jefferson és una població dels Estats Units a l'estat de Carolina del Sud. Segons el cens del 2000 tenia 704 habitants.

## Demografia
Segons el cens del 2000, Jefferson tenia 704 habitants, 296 habitatges i 200 famílies. La densitat de població era de 152,7 habitants/km².
Dels 296 habitatges en un 32,8% hi vivien nens de menys de 18 anys, en un 44,9% hi vivien parelles casades, en un 19,9% dones solteres, i en un 32,1% no eren unitats familiars. En el 29,7% dels habitatges hi vivien persones soles el 14,9% de les quals corresponia a persones de 65 anys o més que vivien soles. El nombre mitjà de persones vivint en cada habitatge era de 2,38 i el nombre mitjà de persones que vivien en cada família era de 2,9.
Per edats la població es repartia de la següent manera: un 26,7% tenia menys de 18 anys, un 10,1% entre 18 i 24, un 23,6% entre 25 i 44, un 24,7% de 45 a 60 i un 14,9% 65 anys o més.
L'edat mediana era de 35 anys. Per cada 100 dones de 18 o més anys hi havia 73,2 homes.
La renda mediana per habitatge era de 24.821 $ i la renda mediana per família de 31.875 $. Els homes tenien una renda mediana de 25.417 $ mentre que les dones 18.021 $. La renda per capita de la població era de 12.924 $. Entorn del 19,9% de les famílies i el 27,2% de la població estaven per davall del llindar de pobresa.

## Poblacions properes
El següent diagrama mostra les poblacions més properes.